# 大营镇 (庄河市)
大营镇，是中华人民共和国辽宁省大連市庄河市下辖的一个乡镇级行政单位。

## 行政区划
大营镇下辖以下地区：
大营村、孙屯村、八家村、四门孙村、新房村、四家村、红丰村和苗家村。